# سامسونگ آی۸۹۱۰
سامسونگ آی۸۹۱۰ (به انگلیسی: Samsung i8910) همچنین شناخته شده تحت نام امنیا اچ‌دی (Omnia HD) یک تلفن همراه هوشمند عرضه شده توسط سامسونگ در سال ۲۰۰۹ است که از سیستم‌عامل سیمبیان استفاده می‌کند.